# Höghult (naturreservat)
Höghult är ett naturreservat  i Vetlanda kommun i Jönköpings län i Småland.
Området är skyddat sedan 2006 och är 53 hektar stort. Det är beläget 5 kilometer sydost om Näshults kyrka och består av ett vildmarksområde med gammal naturskog, berghällar och vattendrag.
Naturreservatet är kuperat med berghällar, stenblock, stup och i väster rinner Gårdvedaån. Skogen består till stor del av tall men det förekommer även områden med gran och lövträd. På tre småmyrar växer sumpskog. I reservatet finns gott om död ved vilket är en förutsättning för en del arter.  I fältskiktet växer det blåbär och lingon och i bottenskiktet växer det husmossa och väggmossa. Man har i övrigt bl.a. noterat hänglavar, tallticka, sotlav, garnlav, grynig blåslav, stor revmossa, skuggmossa och västlig hakmossa.
I närheten ligger Bockaströms naturreservat som också är en talldominerad barrblandskog.